# WASP-5b

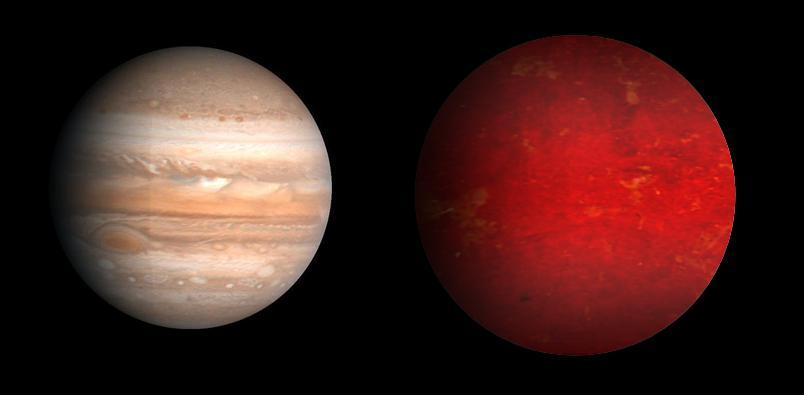
Comparação entre Júpiter e WASP-5b

WASP-5b é um planeta extrassolar que orbita a estrela WASP-5 localizada sobre 967 anos-luz de distância na constelação de Phoenix. A massa e raio do planeta indicam que é um gigante gasoso com uma composição em massa semelhante à de Júpiter. A pequena distância orbital de WASP-5 b torno de sua estrela significa que ele pertence a uma classe de planetas conhecidos como Júpiter quente. A proximidade da WASP-5b ao seu hospedeiro faz com que ele tem uma temperatura atmosférica de cerca de 1717 K.